# Paljakka
Paljakka est une petite station de sports d'hiver située en  Finlande, sur le territoire de la commune de Puolanka, dans la région du Kainuu.

## Domaine skiable
Le dénivelé maximal est de 190 mètres. La plus longue piste mesure 1 400 mètres.